# Torfowisko przejściowe

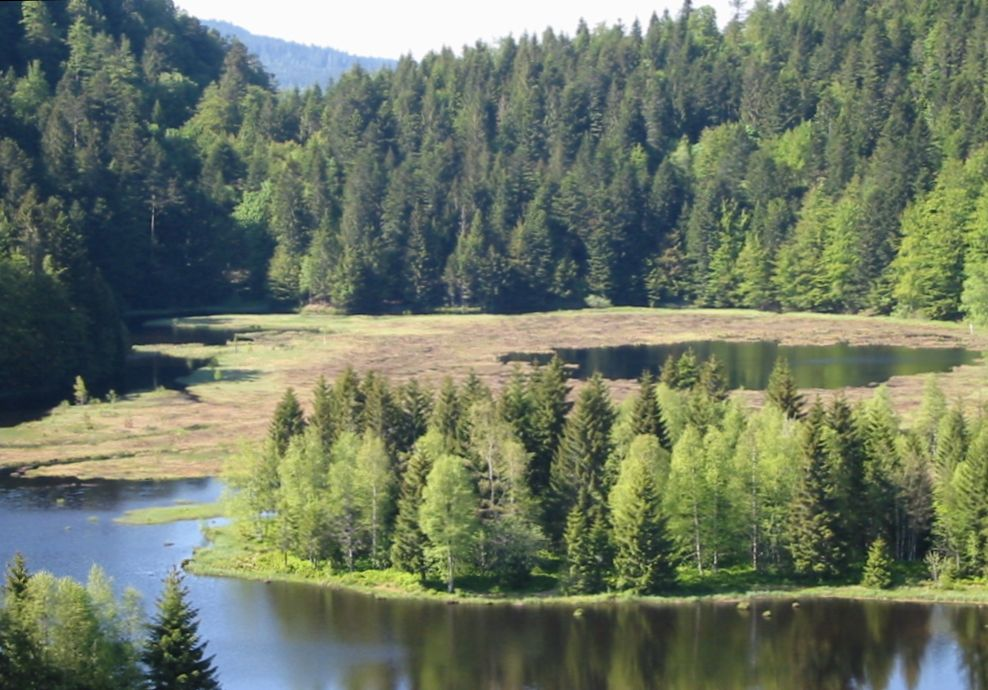
Torfowisko przejściowe w formie pła zarastającego powierzchnie jeziora

Torfowiska przejściowe charakteryzują się gatunkami porastającymi torfowiska niskie i wysokie. Takie torfowiska występują głównie na jeziorach dystroficznych, śródleśnych – zwanych sucharami (np. w lasach wigierskich). Główną rolę budulcową w tym ekosystemie odgrywają torfowce tworzące na wodzie kożuchy – pło, porastające z wolna turzycą bagienną, rosiczką i żurawiną. Niekiedy pło odrywa się od większej całości i dryfuje na jezioro, gdzie tworzy torfową wysepkę – np. w Zatoce Hańczańskiej Wigier (wpływ Hańczy).

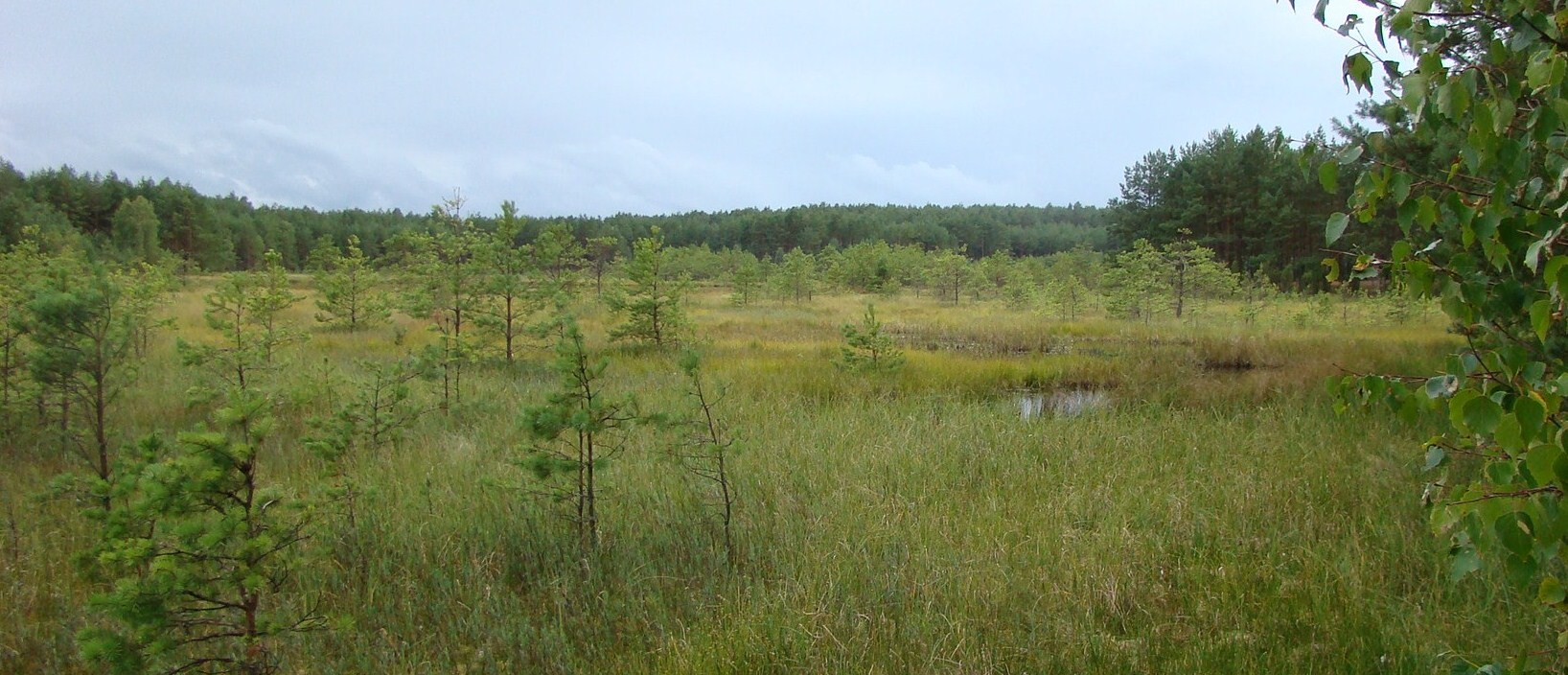
Torfowisko przejściowe na Kaszubach